# تميتوبي بالوجون جوشوا
تميتوبي بالوجون جوشوا (12 يونيو 1963 - 5 يونيو 2021)، هو رجل دين وواعظ نيجيري. وهو قائد ومؤسس مجمع كنيسة كُل الأُمم وهي مؤسسة دينية تُدير محطة تلفزيونية من لاجوس يُطلق عليها اسم «تلفزيون عمانوئيل».
مُنح العديد من الجوائز، لا سيما جائزة القائد «أوفر» وهو وسام الجمهورية الإتحادية من الحكومة النيجيرية في عام 2008، وقد انتُخب رجُل اليوربا من اتحاد وسائل الإعلام المتحدثة باللغة اليوروبية (مؤسسة إيروهين أودوا). اعتُبر واحداً من أكثر 50 شخصية تأثيراً في إفريقيا من اتحاد المجلات الإفريقية.
جوشوا معروف بشُهرته عبر إفريقيا وحضوره الإلكتروني يبلغ 2.4 مليون مُعجب على الفيسبوك، وتعد قناة خدمته هي أكبر قناة مسيحية على يوتيوب في عدد المُشتركين والمُشاهدات، حيث بلغ عدد المُشاهدات أكثر من 160 مليون مشاهدة. في عام 2011 وحسب مجلة فوربس اعتُبر ثالث أغنى قسيس في نيجيريا، بالرغم أن الكنيسة أنكرت هذا في استبيان لها.